# Liste der Fahnenträger der liberianischen Mannschaften bei Olympischen Spielen
Die Liste der Fahnenträger der liberianischen Mannschaften bei Olympischen Spielen listet chronologisch alle Fahnenträger liberianischer Mannschaften bei den Eröffnungs- (EF) und Abschlussfeiern (AF) Olympischer Spiele auf.

## Liste der Fahnenträger
| Mannschaft             | Veranstaltung | Fahnenträger (EF) | Fahnenträger (AF) |
| ---------------------- | ------------- | ----------------- | ----------------- |
| 1956 in Melbourne      | Sommerspiele  |                   |                   |
| 1960 in Rom            | Sommerspiele  |                   |                   |
| 1964 in Tokio          | Sommerspiele  | Wesley Johnson    |                   |
| 1972 in München        | Sommerspiele  | Thomas Howe       |                   |
| 1984 in Los Angeles    | Sommerspiele  | Wallace Obey      |                   |
| 1988 in Seoul          | Sommerspiele  | Samuel Birch      |                   |
| 1996 in Atlanta        | Sommerspiele  | Kouty Mawenh      |                   |
| 2000 in Sydney         | Sommerspiele  | Kouty Mawenh      |                   |
| 2004 in Athen          | Sommerspiele  | Gladys Thompson   | Sultan Tucker     |
| 2008 in Peking         | Sommerspiele  | Jangy Addy        | Volunteer         |
| 2012 in London         | Sommerspiele  | Phobay Kutu-Akoi  | Phobay Kutu-Akoi  |
| 2016 in Rio de Janeiro | Sommerspiele  | Emmanuel Matadi   | Emmanuel Matadi   |
| 2020 in Tokio          | Sommerspiele  | Ebony Morrison    | Volunteer         |
| 2020 in Tokio          | Sommerspiele  | Joseph Fahnbulleh | Volunteer         |
| 2024 in Paris          | Sommerspiele  | Mek Almukhtar     | John Sherman      |
| 2024 in Paris          | Sommerspiele  | Mohamed Bukrah    | John Sherman      |

Anmerkung: (EF) = Eröffnungsfeier, (AF) = Abschlussfeier

## Statistik
| Rang    | Sportart       | EF | AF | ∑  |
| ------- | -------------- | -- | -- | -- |
| 1       | Leichtathletik | 12 | 4  | 16 |
| 2       | Volunteer      | 0  | 2  | 2  |
| 3       | Rudern         | 1  | 1  | 1  |
| 3       | Schwimmen      | 1  | 0  | 1  |
| Gesamt: | Gesamt:        | 14 | 7  | 21 |

| Rang                   | Sportart | EF | AF | ∑ |
| ---------------------- | -------- | -- | -- | - |
| bisher keine Teilnahme |          |    |    |   |
| Gesamt:                | Gesamt:  | 0  | 0  | 0 |

| Rang    | Sportart       | EF | AF | ∑  |
| ------- | -------------- | -- | -- | -- |
| 1       | Leichtathletik | 12 | 4  | 16 |
| 2       | Volunteer      | 0  | 2  | 2  |
| 3       | Rudern         | 1  | 1  | 1  |
| 3       | Schwimmen      | 1  | 0  | 1  |
| Gesamt: | Gesamt:        | 14 | 7  | 21 |